# Maestras
Maestras, construyendo genealogías, es el título de la exposición comisariada por la Catedrática de Estética y Teoría de las Artes Rocío de la Villa desde una perspectiva feminista. La exposición tiene lugar en el Museo Thyssen-Bornemisza de Madrid, inaugurada el 30 de octubre de 2023.
 

Son casi un centenar de obras de artistas célebres en su tiempo, pero borradas por la historia del arte. La exposición ofrece obras de diferentes soportes y técnicas, entre pinturas, esculturas, obras sobre papel y textiles. 
La exposición ofrece  un recorrido desde finales del siglo XVI a las primeras décadas del siglo XX.  Partiendo de la noción actual de sororidad, focaliza grupos de artistas, mecenas y galeristas que compartieron valores y condiciones socioculturales y teóricas favorables, pese al sistema patriarcal. La conjunción de periodos históricos, géneros artísticos y temas es el eje principal sobre el que se vertebra la exposición, evidenciando cómo estas artistas abordaron cuestiones candentes en su época, tomaron posición y aportaron nuevas iconografías y miradas alternativas. 

## Actividades complementarias
Como actividad complementaria a la exposición Maestras, el museo organiza un seminario dirigido por la catedrática Marián López Fernández-Cao que propone una reflexión y reactualización de algunas figuras femeninas que han sido decisivas. Artistas que el canon patriarcal de la historia del arte, moldeado por privilegios de género y prejuicios sociales, no supo apreciar y situar en el lugar que les correspondía; son: Alejandrina Gessler, conocida como Madame Anselma (Cádiz, 1831 - Paris, 1907), Maria Luisa Puiggener (Jerez de la Frontera, 1875 - Sevilla, 1921), Lluïsa Vidal (Barcelona, 1876 - 1918), María Blanchard (Santander, 1881 - París, 1932) y Maruja Mallo (Lugo, 1902 - Madrid, 1995).

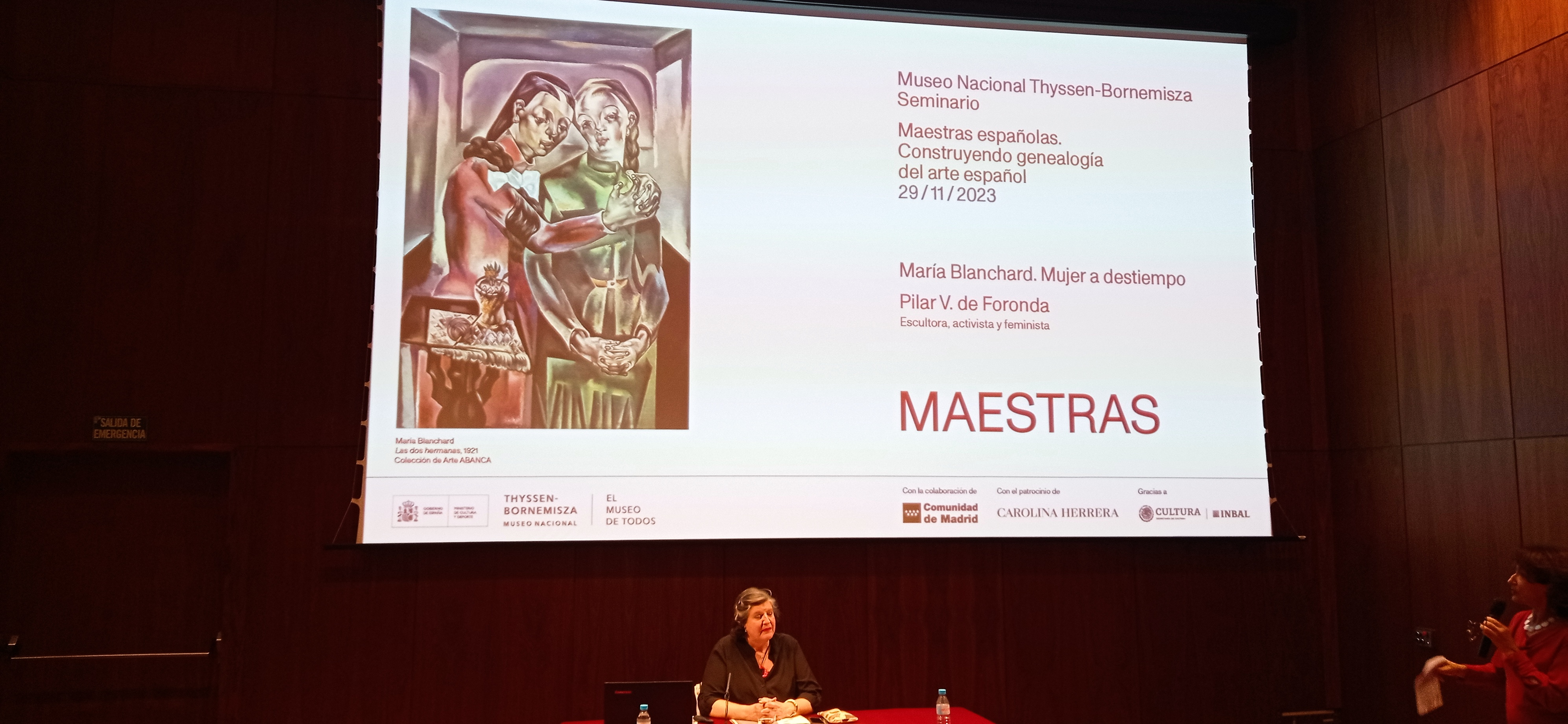
Museo Thyssen. Exposición Maestras. Conferencia de Pilar Vicente de Foronda

Son cinco especialistas de la historia del arte, la educación artística y la estética, las que sobre la propia exposición hacen una  revisión y reivindicación. Este ciclo de conferencias presenta la oportunidad de analizar no solo la gran aportación de sus respectivas obras, algunas de las cuales se pueden ver en las salas, sino también el desarrollo de la profesión de artista en una España compleja, y cómo la historia las ha introducido o excluido de un paradigma que hoy se revela caduco. Las especialistas son Laura Triviño Cabrera, Mª Ángeles Cabré sobre la pintora Lluïsa Vidal, María Luisa Puiggener (1875-1921), por Magdalena Illán, María Blanchard. Mujer a destiempo, por Pilar Vicente. de Foronda, Maruja Mallo: transgresión y vanguardia, por Mercedes Gómez-Blesa.